# Zale cornix
Zale cornix är en fjärilsart som beskrevs av Achille Guenée 1852. Zale cornix ingår i släktet Zale och familjen nattflyn. Inga underarter finns listade i Catalogue of Life.